# Carlo Rocca Rey
Carlo Rocca Rey (Arona, 24 dicembre 1852 – Arona, 16 settembre 1935) è stato un ammiraglio italiano, che ricoprì l'incarico di Capo di stato maggiore della Regia Marina tra il 21 settembre 1911 e il 31 marzo 1913, dirigendo le operazioni navali nel corso della guerra italo-turca.

## Onorificenze

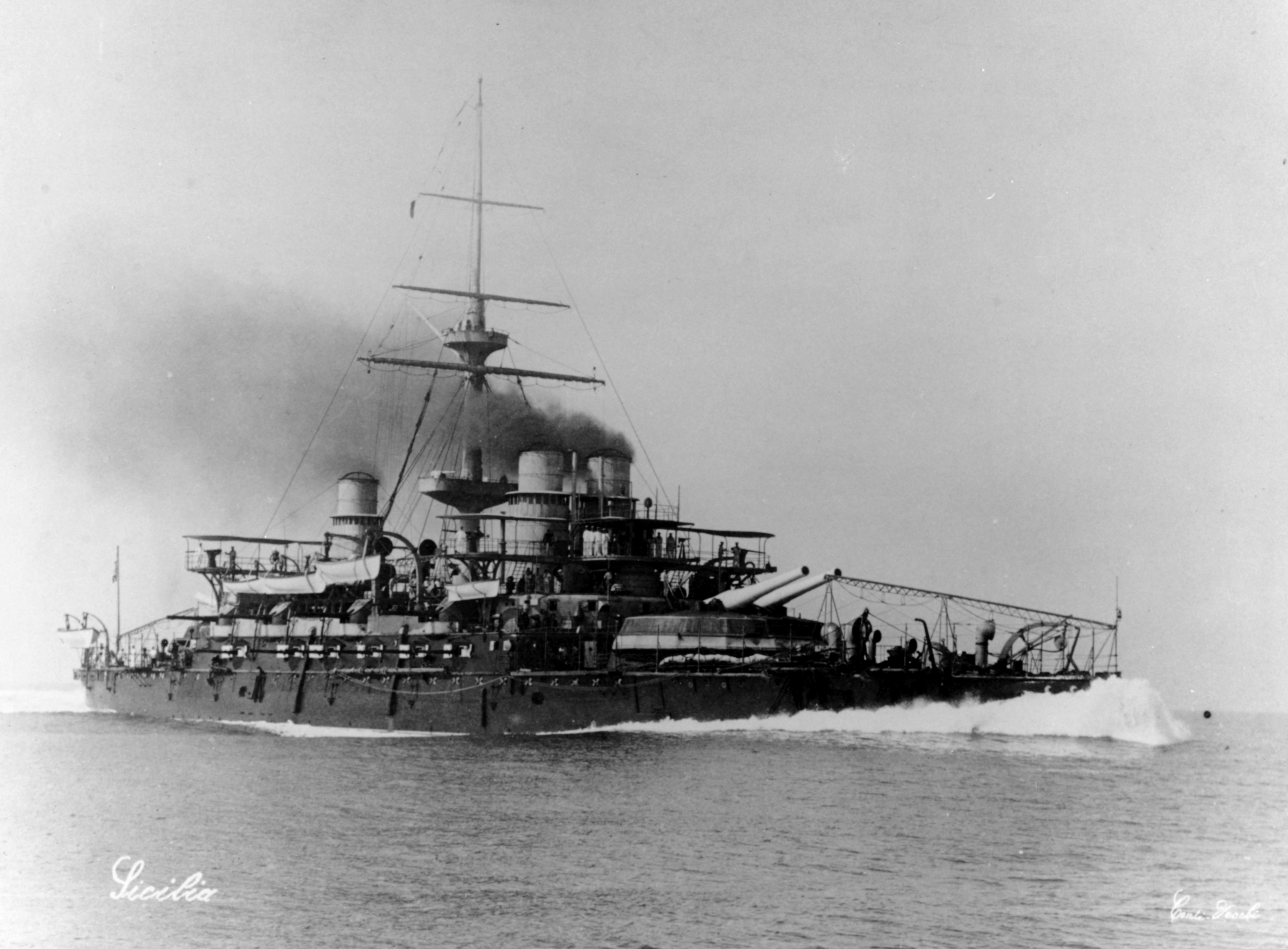
La nave da battaglia Sicilia fotografata nel corso delle prove in mare del maggio 1886.

## Biografia

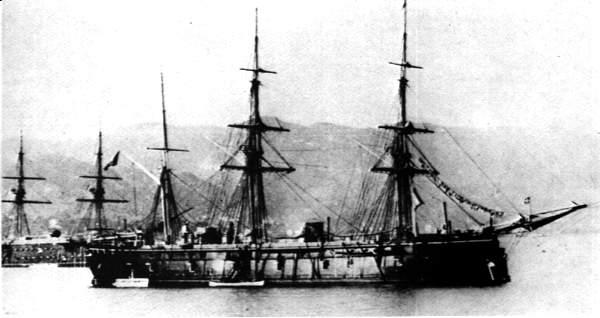
La pirofregata corazzata Roma in una foto del settembre 1870.

Nacque ad Arona, provincia di Novara, il 24 dicembre 1852. Nel 1868, all'età di quindi anni, iniziò a frequentare la Regia Scuola di Marina di Napoli, da cui uscì con il grado di guardiamarina ed entrando in servizio attivo il 17 febbraio 1872. Promosso sottotenente di vascello nel 1876, divenne tenente di vascello nel 1883, e l'anno successivo prestò servizio presso lo stato maggiore della pirofregata corazzata Roma.
Promosso capitano di corvetta nel 1891, fu capitano di fregata nel 1897, e capitano di vascello nel 1902. Con quel grado nel 1903 fu nominato Capo di stato maggiore del Comando militare marittimo di Taranto. Comandò a lungo la nave da battaglia Sicilia. Divenuto contrammiraglio nel maggio 1906, tra quell'anno e il 1908 fu Presidente della Commissione permanente per gli esperimenti del materiale di guerra. Nel 1909 assunse la direzione dell'arsenale di Napoli, e promosso viceammiraglio il 1 agosto 1911,  il comando militare marittimo de La Maddalena. Allo scoppio della guerra italo-turca, il 21 settembre quell'anno, fu nominato Capo di stato maggiore della Regia Marina, sostituendo il parigrado Giovanni Bettolo, ed avendo come sottocapo il contrammiraglio Emanuele Cutinelli Rendina. Capace organizzatore, in una riunione congiunta con il Capo di stato maggiore del Regio Esercito, generale Alberto Pollio, tenutasi il 9 novembre 1911, quest'ultimo gli chiese di attuare un attacco contro le isole del Dodecanneso al fine di conquistarle e esercitare una pressione diretta contro il territorio nazionale del nemico. Nei mesi successivi Pollio continuò ad esercitare forti pressioni per l'attuazione dell'attacco, mentre egli manifestava forti perplessità sulla sua attuazione e alla difficoltà dovute alla complessa logistica. L'attacco contro le isole del Dodecanneso fu autorizzato il 22 aprile, e affidato alla 6ª Divisione speciale "Egeo" al comando del generale Giovanni Ameglio per la parte terrestre, supportate dalle unità navali del  viceammiraglio Marcello Amero d'Aste Stella.
Lasciò l'incarico di Capo di stato maggiore dietro sua domanda il 1 aprile 1913 quando fu sostituito dal contrammiraglio Paolo Thaon de Revel. Si spense ad Arona il 16 settembre 1935.